# Неделчо Щърбанов
Неделчо Филипов Щърбанов е български драматичен актьор.

## Биография
Роден е в Панагюрище на 18 декември 1878 г. в семейството на Филип Щърбанов. През 1894 г. завършва Робърт колеж в Истанбул, след което дебютира в театър „Зора“. От 1895 до 1898 г. завършва Драматическата школа „Масе“ в Париж и посещава частни уроци при Ж. Муне Сюли. След завръщането си в България играе в „Сълза и смях“ и в Народния театър. През 1910-1912 г. е актьор в Нов народен театър, а от 1912 до 1913 г. е актьор и режисьор в Драматичния театър в Русе. Превежда и пиеси от френски език. Почива на 20 юни 1913 г. в София.

## Роли
Неделчо Щърбанов играе множество роли, по-значимите са:
- Исак – „Иванко“ от Васил Друмев
- Хиацинт – „Борислав“ от Иван Вазов
- Тартюф – „Тартюф“ от Молиер
- Граф Обепин – „Мария Стюарт“ от Фридрих Шилер
- Жорж Дювал – „Дамата с камелиите“ от Александър Дюма-син
- Петър – „Силата на мрака“ от Лев Толстой
- Актьора – „На дъното“ от Максим Горки[1]